# Christmas Collection (videogioco)
Christmas Collection è una raccolta di videogiochi pubblicata nel 1989 per gli home computer Amstrad CPC, Commodore 64 e ZX Spectrum dalla Hewson. Comprende sei videogiochi, tutti già pubblicati in precedenza dalla Hewson o, in alcuni casi, pubblicati originariamente da altre aziende e ripubblicati dall'etichetta Rack-It della Hewson. Il titolo si riferisce al fatto che la raccolta uscì nel periodo natalizio. I giochi non hanno una tematica comune dichiarata, ma si tratta quasi sempre di sparatutto spaziali.
In Francia la raccolta uscì anche con il titolo Les hits de Noël, almeno per Amstrad CPC, con un gioco aggiuntivo.
La raccolta fu ripubblicata nel 1990 con il titolo Joystick Thunder; questa versione, almeno nell'edizione britannica, includeva anche un joystick, che andava richiesto alla Hewson con un tagliando, pagandone soltanto le spese postali di consegna.
Il modello di joystick era un Gun Shot, un'imitazione del primo Quickshot.

## Videogiochi
Normalmente la raccolta contiene sei giochi:
- Cybernoid II: The Revenge (Hewson, 1988)
- Eliminator (Hewson, 1988)
- Exolon (Hewson, 1987)
- Hydrofool (Faster Than Light, 1987), sostituito da Sanxion (Thalamus, 1986) nell'edizione Commodore 64
- Lightforce (Faster Than Light, 1986)
- Uridium (Hewson, 1986); almeno nell'edizione ZX Spectrum si tratta della versione Uridium Plus[6], uscita solo in raccolte.

L'edizione francese Les hits de Noël per Amstrad CPC contiene anche, pur non dichiarandolo in copertina:
- Netherworld (Hewson, 1988)

Non ci sono correlazioni dirette tra i giochi. Sono tutti sparatutto di ambientazione fantascientifica, eccetto Hydrofool che è un'avventura dinamica subacquea.

## Accoglienza
La raccolta Christmas Collection offriva a un prezzo vantaggioso diversi titoli che erano noti successi, come Cybernoid II e Uridium, e di solito fu molto apprezzata dalla critica europea in tutte le tre versioni, con voti complessivi intorno all'8-9/10. Ricevette i riconoscimenti mensili di ASM Hit dalla rivista  Aktueller Software Markt (versioni Commodore 64 e Amstrad CPC) e di Best Buy da Your Sinclair (ZX Spectrum, voto 93%). Il giudizio meno buono conosciuto, ma comunque un rispettabile 74%, è quello di Zzap! su commodore 64, che riteneva alcuni giochi mediocri e soprattutto Lightforce pessimo.
La rivista ACE raccoglieva i voti dati ai giochi per computer da tutte le riviste britanniche che riusciva a consultare prima di andare in stampa e ne calcolava le medie; nella sua classifica di gennaio 1990 la Christmas Collection era al secondo posto tra tutti i giochi per computer a 8 bit (dopo Power Drift) e al secondo posto tra i giochi per Amstrad CPC.